# Stenodynerus undiformis
Stenodynerus undiformis är en stekelart som beskrevs av Richard Mitchell Bohart 1980. Stenodynerus undiformis ingår i släktet smalgetingar, och familjen Eumenidae. Inga underarter finns listade i Catalogue of Life.